# Lycaena spoliata
Lycaena spoliata är en fjärilsart som beskrevs av Schultz 1905. Lycaena spoliata ingår i släktet Lycaena och familjen juvelvingar. Inga underarter finns listade i Catalogue of Life.